# Kaptol (Zagreb)

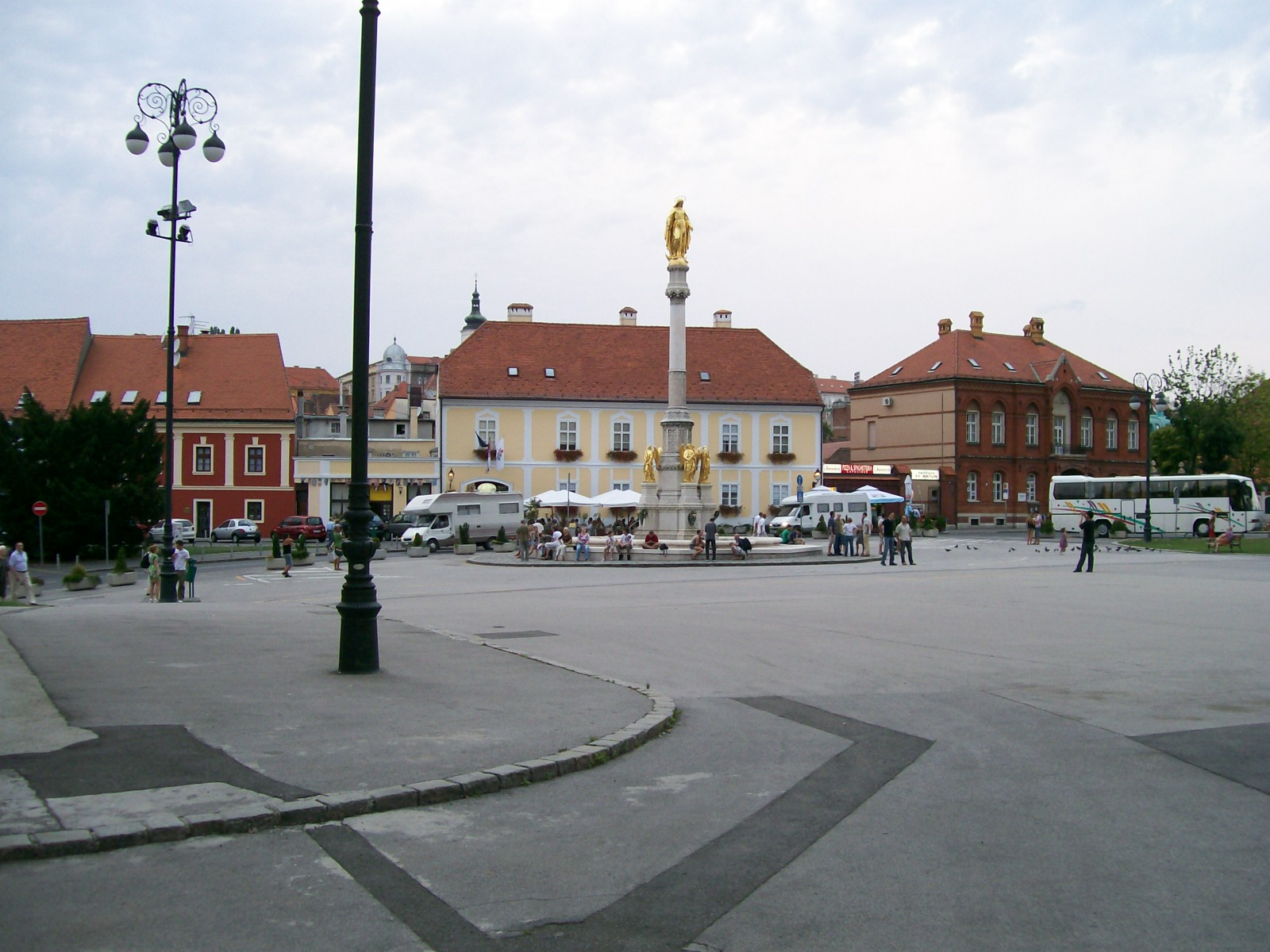
Kaptol

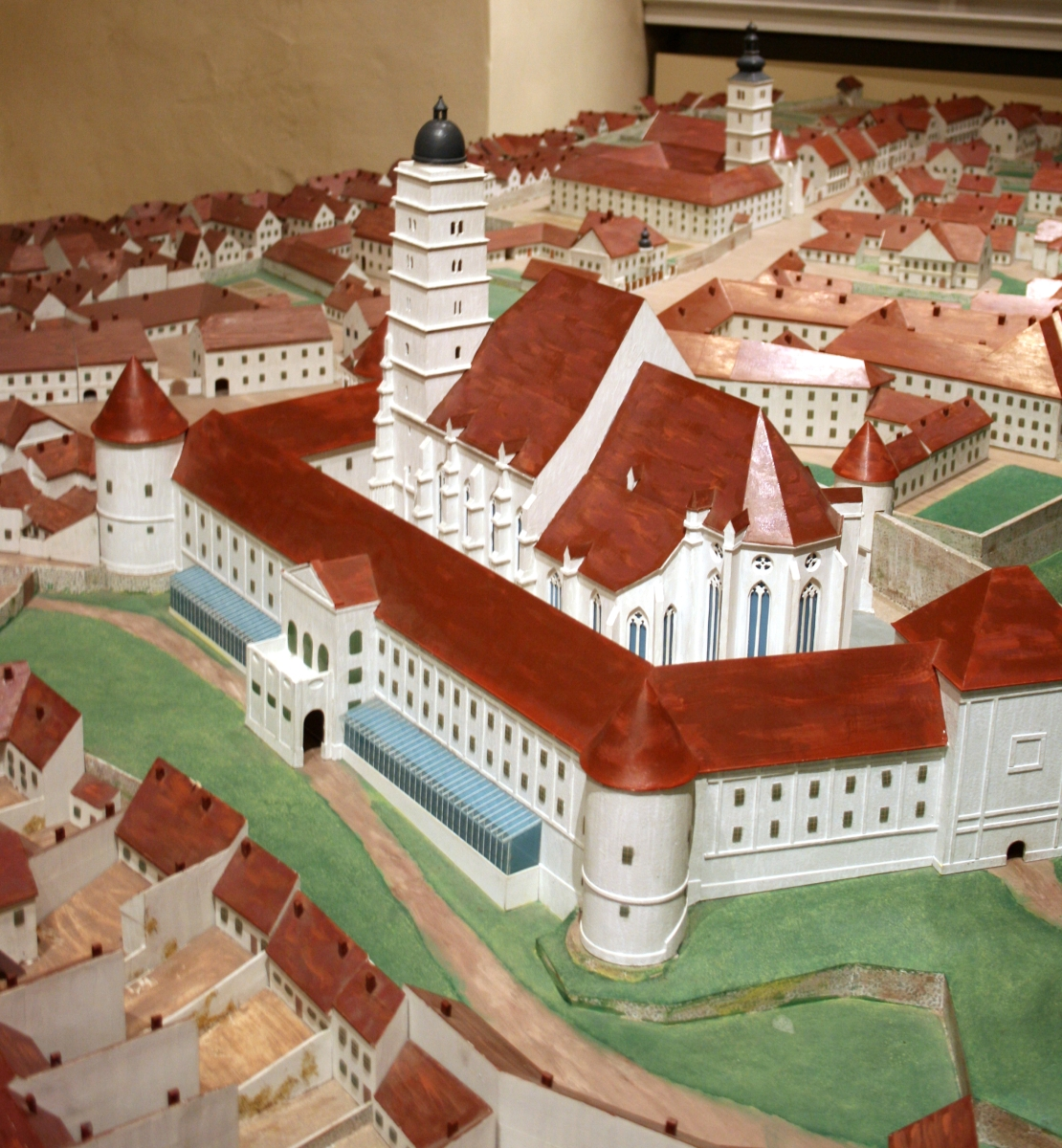
Maqueta de la Catedral de Zagreb en Kaptol, con el antiguo campanario

Kaptol es una zona de la ciudad alta de Zagreb, Croacia, sede de la arquidiócesis de Zagreb. 

## Historia
La existencia de Kaptol, el asentamiento en la ladera este, se confirmó en 1094 cuando el rey Ladislao fundó la diócesis de Zagreb. El obispo, su residencia y la Catedral se situaban en la parte sudeste de la colina Kaptol. VIaška Ves se situaba en las inmediaciones de la catedral. Esta, que estaba bajo la jurisdicción del obispo, se mencionó por primera vez en 1198. La calle Kaptol discurría desde el sur hacia el norte al otro lado de la terraza Kaptol con residencias de canónigos dispuestas en filas. Debido a que la palabra latina de un grupo de canónigos es "capitulum" (kaptol), está claro cómo recibió Kaptol su nombre. Los canónigos también gobernaban el asentamiento.
La catedral fue consagrada en 1217, pero en 1242 resultó muy dañada durante la invasión mongol. Tras 1263 se restauró y reconstruyó. Como asentamento, la forma de Kaptol era un rectángulo asimétrico, que tenía una entrada sur en la calle Bakačeva, y terminaba en su norte cerca de la actual Escuela Kaptol (Escuela Primaria Miroslav Krleža). 
En la Edad Media, Kaptol no tenía fortificaciones. Estaba simplemente rodeada con vallas y empalizadas de madera, que eran repetidamente destruidas y reconstruidas. Las murallas y torres defensivas alrededor de Kaptol se construyeron entre 1469 y 1473. La Torre Prislin, cerca de la Escuela Kaptol, es una de las mejores conservadas de aquella época. En 1493 los turcos llegaron a Sisak intentando capturarla, pero fueron derrotados allí. Por miedo a una invasión turca, el obispo de Zagreb tenía fortificaciones alrededor de la catedral y su residencia. Las torres y murallas defensivas construidas entre 1512 y 1520 se han conservado hasta la actualidad excepto aquellas situadas frente a la fachada de la catedral, en la plaza Kaptol. Esta sección de la muralla fue derribada en 1907. 
En el siglo XIII se construyeron dos iglesias góticas en Kaptol, la de San Francisco con el monasterio franciscano y la de Santa María, que fue reconstruida en los siglos XVII y XVIII. En Opatovina, todavía se pueden ver pequeñas casas de antiguos habitantes de Kaptol, pero en Dolac se demolieron varias calles pequeñas y estrechas en 1926 cuando se construyó el mercado actual. En 1334 los canónigos de Zagreb establecieron una colonia de siervos cerca de sus residencias, al norte de Kaptol. Este fue el comienzo de un nuevo asentamiento llamado Nova Ves (la actual calle Nova Ves).

## Organización administrativa
Kaptol es en la actualidad parte del distrito Gornji Grad - Medveščak. Principalmente comprende la Calle Kaptol, que se extiende encima del Parque Ribnjak en el este. El centro comercial Kaptol Centar se sitúa en Nova Ves. La parte central de Kaptol forma parte del gobierno local "August Cesarec", que tiene una población de 2340.